# Ptolemaiosz-tétel
A matematikában, ezen belül az euklideszi geometriában Ptolemaiosz tétele kapcsolatot fejez ki a húrnégyszög oldalai és átlói között. A tétel a híres ókori görög csillagászról és matematikusról, Klaudiosz Ptolemaioszról kapta nevét.
Ha a húrnégyszög 4 csúcsa: A, B, C és D (ebben a sorrendben a szokásos körüljárással jelölve), akkor a tétel állítása a következő:
{\displaystyle {\overline {AC}}\cdot {\overline {BD}}={\overline {AB}}\cdot {\overline {CD}}+{\overline {BC}}\cdot {\overline {AD}}}
ahol a felülvonással jelölt szakaszok a két pont közti távolságokat jelentik.
A tételt szöveggel a következőképpen fogalmazhatjuk meg:
Egy húrnégyszögben a szemközti oldalak szorzatainak összege megegyezik az átlók szorzatával.
Továbbá a tétel megfordítása is igaz, vagyis:
Ha egy négyszögben a szemközti oldalak szorzatainak összege megegyezik az átlók szorzatával, akkor a négyszög húrnégyszög.

## Példák

Az aranymetszés arányszámának meghatározása a tétellel

- Bármilyen négyzet beírható egy körbe, úgy, hogy a kör középpontja megegyezik a négyzet átlóinak metszéspontjával. Ha a négyzet oldala {\displaystyle a}, akkor átlóinak hossza {\displaystyle \scriptstyle {{\sqrt {2}}a}} (a Pitagorasz-tételből) és ezt a relációt kapjuk a Ptolemaiosz-tételből is.
- Téglalap esetén a tétel a Pitagorasz-tételbe megy át. Ha az oldalak a és b, akkor az átlók szorzata c2 = a2 + b2 = aa + bb.
- Sokkal érdekesebb, ha egy a oldalú szabályos ötszög tetszőleges 4 csúcsára alkalmazzuk a Ptolemaiosz-tételt. Ebben az esetben a húrnégyszög átlói az ötszög b átlóival egyeznek meg, a négy oldal közül három pedig az ötszög a oldalával, a negyedik pedig az ötszög egyik b hosszúságú átlójával egyezik meg. Így Ptolemaiosz tétele segítségével a b2 = a2 + ab egyenlőséget olvashatjuk le, ami az aranymetszéshez vezet.

{\displaystyle \varphi ={b \over a}={{1+{\sqrt {5}}} \over 2}.}

Beírt tízszög oldalai (a c-vel jelölt oldalak)

- Most az AD átmérő felezze a DC oldalt úgy, hogy DE és EC legyen a beírt szabályos tízszög két c hosszú oldala. Ekkor használhatjuk a Ptolemaiosz-tételt az ADEC húrnégyszögre, melynek egyik átlója a d átmérő.

{\displaystyle ad=2bc\;}
{\displaystyle \Rightarrow ad=2\varphi ac}, ahol {\displaystyle \scriptstyle {\varphi }} az aranymetszés aránya
{\displaystyle \Rightarrow c={\frac {d}{2\varphi }}}
ahol a beírt tízszög oldalait felírhatjuk az átmérővel kifejezve. A Pitagorasz-tétel szerint az AED háromszög b oldalát megkaphatjuk az átmérőből, ezután pedig az ötszög a oldalát a következő képlet adja:
{\displaystyle a={\frac {b}{\varphi }}=b(\varphi -1)\;}.

## Bizonyítások

### Elemi geometriai bizonyítás
1. Legyen ABCD egy húrnégyszög.

2. A BC ívhez tartozó két szög ∠BAC = ∠BDC, ugyanígy az AB ívhez tartozó két szög ∠ADB = ∠ACB.
3. Legyen K az AC szakaszon úgy, hogy ∠ABK = ∠CBD.
4. Megjegyezzük, hogy ∠ABK + ∠CBK = ∠ABC = ∠CBD + ∠ABD, ∠CBK = ∠ABD.
5. Mivel a szögeik megegyeznek, ezért △ABK és △DBC hasonló háromszögek, ugyanígy △ABD ∼ △KBC.
6. Ezért AK/AB = CD/BD, és CK/BC = DA/BD;
  1. Tehát AK·BD = AB·CD, és CK·BD = BC·DA;
  2. Összeadva a két egyenletet, (AK+CK)·BD = AB·CD + BC·DA;
  3. De azt tudjuk, hogy AK+CK = AC, vagyis AC·BD = AB·CD + BC·DA; Q.E.D.

Ez a bizonyítás, csak egyszerű húrnégyszögekre igaz, ha a négyszög konkáv, a K pont eshet az AC egyenes szakaszon kívüli részére is. Ekkor AK-CK=±AC adja a helyes eredményt.

### Trigonometriai bizonyítás
Elég ha a tételt egy egység sugarú körre bizonyítjuk. Tekintsük a négyszög P1, …, P4 csúcsait derékszögű koordináta-rendszerben. Írjuk fel a csúcsok koordinátáit az origóból a csúcsba mutató helyvektorok α1, … , α4 irányszögei segítségével:
{\displaystyle P_{i}=(\,\cos \alpha _{i},\sin \alpha _{i}\,)}, ahol {\displaystyle \alpha _{i}\in \,[\,0;2\pi )\,} és {\displaystyle i=1,...,4\,}
A pontokat sorszámozzuk át úgy (ha eredetileg nem úgy lettek volna számozva), hogy a P1, …, P4 pontsorozat az óramutatóval ellentétes körüljárású legyen. Ekkor az irányszögek az index növelésével nőnek:
{\displaystyle \,\alpha _{1}<\alpha _{2}<\alpha _{3}<\alpha _{4}\,}.
Fejezzük ki két pont távolságát szögekkel (ez lényegében a húr hosszára vonatkozó ismert képlet). Ha
{\displaystyle P=(\,\cos \alpha ,\sin \alpha \,)} és {\displaystyle Q=(\,\cos \beta ,\sin \beta \,)}
két pont, akkor ezek távolsága:
{\displaystyle {\overline {PQ}}=2\sin \left({\frac {|\alpha -\beta |}{2}}\right)}
Innen a négyszög egymást követő P1P2, … PiPj,… , P4P1 szakaszainak hossza:
{\displaystyle {\overline {P_{i}P_{j}}}=2\sin \left({\alpha _{j} \over 2}-{\alpha _{i} \over 2}\right).}
A Ptolemaiosz-tétel
{\displaystyle {\overline {P_{1}P_{3}}}\cdot {\overline {P_{2}P_{4}}}={\overline {P_{1}P_{2}}}\cdot {\overline {P_{3}P_{4}}}+{\overline {P_{1}P_{4}}}\cdot {\overline {P_{2}P_{3}}}}
aztán a négyzetes relációkból következnek
{\displaystyle \sin(\theta _{3}-\theta _{1})\sin(\theta _{4}-\theta _{2})=\sin(\theta _{2}-\theta _{1})\sin(\theta _{4}-\theta _{3})+\sin(\theta _{4}-\theta _{1})\sin(\theta _{3}-\theta _{2})\,}
Eleget téve a szinuszfüggvény tulajdonságainak, és használva a trigonometrikus azonosságokat
{\displaystyle \sin \alpha \sin \beta ={1 \over 2}\left(\cos(\alpha -\beta )-\cos(\alpha +\beta )\right)}
azonosságot kapjuk.
Összefoglalva:
Bevezetve az eltérés szögeket:
{\displaystyle \,\delta _{i}=\theta _{i+1}-\theta _{i}\,} ahol {\displaystyle \,i=1,\ldots ,3\,} akkor a relációból
{\displaystyle \sin(\theta _{4}-\theta _{2})=\sin(\theta _{2}-\theta _{1})\sin(\theta _{4}-\theta _{3})+\sin(\theta _{4}-\theta _{1})\sin(\theta _{3}-\theta _{2})\,}
a következő egyenletet kapjuk
{\displaystyle \sin(\delta _{1}+\delta _{2})\sin(\delta _{2}+\delta _{3})=\sin(\delta _{1})\sin(\delta _{3})+\sin(\delta _{1}+\delta _{2}+\delta _{3})\sin(\delta _{2}).\,}
vagyis:
{\displaystyle \sin(\delta _{1}+\delta _{2}+\delta _{3})={{\sin(\delta _{1}+\delta _{2})\sin(\delta _{2}+\delta _{3})-\sin(\delta _{1})\sin(\delta _{3})} \over {\sin \delta _{2}}}.}

### Algebrai bizonyítás
Ez egy alternatív bizonyítás, mely a komplex számokat és az analitikus geometriát használja. A négyszög pontjainak adjunk komplex koordinátákat. A tételt ismét egység sugarú körre szeretnénk bebizonyítani, éspedig a komplex egységkörre:
{\displaystyle S^{1}=\{z\in \mathbb {C} ,\;z{\overline {z}}=1\}}
A Ptolemaiosz-tétel állítása:
{\displaystyle {\overline {P_{1}P_{3}}}\cdot {\overline {P_{2}P_{4}}}={\overline {P_{1}P_{2}}}\cdot {\overline {P_{3}P_{4}}}+{\overline {P_{1}P_{4}}}\cdot {\overline {P_{2}P_{3}}}}
átalakítva:
{\displaystyle {{{\overline {P_{1}P_{3}}}\cdot {\overline {P_{2}P_{4}}}} \over {{\overline {P_{1}P_{4}}}\cdot {\overline {P_{2}P_{3}}}}}=1+{{{\overline {P_{1}P_{2}}}\cdot {\overline {P_{3}P_{4}}}} \over {{\overline {P_{1}P_{4}}}\cdot {\overline {P_{2}P_{3}}}}}\ .}
Ez a kijelentés „álruhás” alakja következő egyszerűbbnek:
{\displaystyle \,{\mbox{cr}}(z_{1},z_{2},z_{3},z_{4})=1-{\mbox{cr}}(z_{1},z_{3},z_{2},z_{4})}
ahol cr a köri kettősviszonyt jelöli:
{\displaystyle \,{\mbox{cr}}(z_{1},z_{2},z_{3},z_{4})={{(z_{1}-z_{3})(z_{2}-z_{4})} \over {(z_{1}-z_{4})(z_{2}-z_{3})}}}
bármely négy páronként különböző z1, …, z4 komplex számra.
Hogy explicitté tegyük ezt a kapcsolatot, alakítsuk át a négy szakaszt négy komplex szám (a z1, …, z4) normájává. A pontok sorszáma növekedjen az óramutató járásával ellentétes irányban az egységkörön. Két komplex szám {\displaystyle x,y} négyzetes távolsága az egységkörön egyenlő
{\displaystyle |x-y|^{2}=(x-y)\cdot ({\overline {x}}-{\overline {y}})=(x-y)\cdot \left({1 \over x}-{1 \over y}\right)=-{(x-y)^{2} \over {xy}}\ .}
Ennek következtében bármely páronként különböző elemeket tartalmazó (z1, …, z4) komplex számnégyesre az egységkörön, a köri kettősviszony hosszának négyzete:
{\displaystyle {{|z_{1}-z_{3}|\cdot |z_{2}-z_{4}|} \over {|z_{1}-z_{4}|\cdot |z_{2}-z_{3}|}}}
Egy átlagos (komplex szám) köri kettősviszonynak
{\displaystyle \,{{(z_{1}-z_{3})(z_{2}-z_{4})} \over {(z_{1}-z_{4})(z_{2}-z_{3})}}}.
Négyzetgyököt vonva az első egyenletből
{\displaystyle {{|z_{1}-z_{3}|\cdot |z_{2}-z_{4}|} \over {|z_{1}-z_{4}|\cdot |z_{2}-z_{3}|}}=\epsilon {{(z_{1}-z_{3})(z_{2}-z_{4})} \over {(z_{1}-z_{4})(z_{2}-z_{3})}}=\epsilon \,{\mbox{cr}}(z_{1},z_{2},z_{3},z_{4})}
Az együtthatók helyzete függ a négy pont relatív elhelyezkedésétől és a köri kettősviszony állandóit felhasználva leírható komplex transzformációkkal:
{\displaystyle z\mapsto {{az+b} \over {cz+d}}}
Ha feltételezzük hogy a négy pont elhelyezkedése az óramutató járásával ellentétes, akkor
{\displaystyle \,{\mbox{cr}}(z_{1},z_{2},z_{3},z_{4})>1.}
Ezt a tulajdonságot a
{\displaystyle r:\;z\mapsto i{{(1+z)} \over {(1-z)}}}
projektív transzformációsegítségével bizonyítjuk (mely a Cayley-transzformáció inverze). Ez utóbbi (folytonosan) leképezi a
{\displaystyle S^{1}\setminus \{z=1\}}
pontozott egység kört a valós tengelyre (a felső (alsó) ívek az egységkörön a negatív (pozitív) féltengelyre kerülnek).
Polárkoordinátákkal ez az
{\displaystyle \,r(e^{i\alpha })=-\mathrm {ctg} (\alpha /2)}
alakban írható, ami egy monoton függvényt definiál, ahol
{\displaystyle \alpha \in (0;2\pi )}
Ennek következtében a köri kettősviszony leolvasható a pontok képének közös sorrendjéből a valós tengelyen. Miután megszorozzuk a {\displaystyle z_{i}}-t a norma 1 egy megfelelő skalárjával {\displaystyle z'}, továbbá feltételezzük, hogy {\displaystyle z_{i}} {\displaystyle \neq } 1 minden {\displaystyle i}-re. Ha a négy komplex szám az egységkörön, az óramutató járásával ellentétes irányban van, a négy pont képe
{\displaystyle \,(y_{1},\ldots ,y_{4}):=(\,r(z_{1}),r(z_{2}),r(z_{3}),r(z_{4})\,)} eleget tesz a
{\displaystyle \,y_{1}<y_{2}<y_{3}<y_{4}}
relációnak. Az
{\displaystyle {\mbox{cr}}(y_{1},y_{2},y_{3},y_{4})-1={{(y_{1}-y_{3})(y_{2}-y_{4})} \over {(y_{1}-y_{4})(y_{2}-y_{3})}}-1={{(y_{1}-y_{2})(y_{3}-y_{4})} \over {(y_{1}-y_{4})(y_{2}-y_{3})}}>0}
összefüggés azt mutatja, hogy
{\displaystyle \,{\mbox{cr}}(z_{1},z_{2},z_{3},z_{4})={\mbox{cr}}(y_{1},y_{2},y_{3},y_{4})>1}
Másik oldalról viszont, ha a középső párt, {\displaystyle (z_{2},z_{3})}-t megcseréljük a ciklikus sorrend megváltozása miatt a négy pont köri kettősviszonya negatív lesz, ugyanis
{\displaystyle \,{\mbox{cr}}(z_{1},z_{3},z_{2},z_{4})=1-{\mbox{cr}}(z_{1},z_{2},z_{3},z_{4})<0}
és asználva a köri kettősviszony összefüggést
{\displaystyle {{(z_{1}-z_{3})(z_{2}-z_{4})} \over {(z_{1}-z_{4})(z_{2}-z_{3})}}=1-{{(z_{1}-z_{2})(z_{3}-z_{4})} \over {(z_{1}-z_{4})(z_{3}-z_{2})}}.\,}
Összefoglalva. Négy páronként különböző, az egységkörön az óramutató járásával ellentétes körüljárási iránnyal rendelkező elemű (z1, …, z4) pontnégyes esetén:
{\displaystyle {{|z_{1}-z_{3}|\cdot |z_{2}-z_{4}|} \over {|z_{1}-z_{4}|\cdot |z_{2}-z_{3}|}}=+{{(z_{1}-z_{3})(z_{2}-z_{4})} \over {(z_{1}-z_{4})(z_{2}-z_{3})}}}
és
{\displaystyle {{|z_{1}-z_{2}|\cdot |z_{3}-z_{4}|} \over {|z_{1}-z_{4}|\cdot |z_{3}-z_{2}|}}=-{{(z_{1}-z_{2})(z_{3}-z_{4})} \over {(z_{1}-z_{4})(z_{3}-z_{2})}}.\,}
Ptolemaiosz tételét átalakítva
{\displaystyle {{{\overline {P_{1}P_{3}}}\cdot {\overline {P_{2}P_{4}}}} \over {{\overline {P_{1}P_{4}}}\cdot {\overline {P_{2}P_{3}}}}}=1+{{{\overline {P_{1}P_{2}}}\cdot {\overline {P_{3}P_{4}}}} \over {{\overline {P_{1}P_{4}}}\cdot {\overline {P_{2}P_{3}}}}}}
a köri kettősviszony
{\displaystyle {{(z_{1}-z_{3})(z_{2}-z_{4})} \over {(z_{1}-z_{4})(z_{2}-z_{3})}}=1-{{(z_{1}-z_{2})(z_{3}-z_{4})} \over {(z_{1}-z_{4})(z_{3}-z_{2})}}}